# Ceropegia paricyma
Ceropegia paricyma ist eine Pflanzenart aus der Unterfamilie der Seidenpflanzengewächse (Asclepiadoideae). 

## Merkmale

### Erscheinungsbild, Wurzel, Sprossachse und Blatt
Ceropegia paricyma ist eine ausdauernde krautige Pflanze. Als Überdauerungsorgan wird eine mit einem Durchmesser von 15 mm und einer Höhe von 10 mm relativ kleine, abgeflacht-kugelige Wurzelknolle gebildet, die eine rissige Rinde besitzt. Die jährlich neu austreibenden, spärlich behaarten oder auch kahlen, krautigen und windenden Sprossachsen haben einen Durchmesser von 2 mm und sind etwa 1 Meter (bis 2 Meter) lang (hoch). Die Laubblätter sind in Blattstiel und Blattspreite gegliedert. Der Blattstiele ist 8 bis 35 mm lang. Die leicht fleischigen, selten auch etwas sukkulenten, einfachen, zarten, kahlen oder etwas behaarten Blattspreiten sind bei einer Länge von 3 bis 10 cm elliptisch, eiförmig bis breit lanzettlich, fast dreieckig mit herzförmiger Spreitenbasis, zum Teil zipfelig ausgezogen und gespitzt. Die Blattränder sind ganzrandig oder auch gezähnt.

### Blütenstand und Blüte
Die oft paarweise stehenden, meist kurz gestielten, gelegentlich auch ungestielten Blütenstände enthalten zwei bis sechs Blüten. Die Blüten öffnen sich nacheinander. Die Blütenstiele sind mit einer Länge von 4 bis 10 mm relativ kurz. 
Die zwittrigen Blüten sind zygomorph und fünfzählig mit doppelter Blütenhülle. Die fünf Kelchblätter sind bei einer Länge von etwa 2 mm schmal dreieckig. Die 1,5 bis 2,5 cm lange Blütenkrone ist cremefarben mit purpurfarbenen Flecken. Die fünf Kronblätter sind zu einer geraden, schlanken, außen weitgehend kahlen Kronröhre (Sympetalie) verwachsen, die etwa zwei Drittel der Gesamtlänge der Blütenkrone einnimmt. Das untere Drittel der Kronröhre ist kugelig aufgebläht; der sogenannte „Kronkessel“ hat einen Durchmesser von etwa 5 mm. Er ist innen und außen flaumig behaart. Über dem „Kronkessel“ nimmt die Kronröhre allmählich auf 2 mm Durchmesser ab und zur Blütenmündung ist sie nicht erweitert. Die Kronblattzipfel sind bei einer Länge von 4 bis 12 mm linealisch bis löffelförmig. Die Kronblattzipfel sind mit den äußeren Ende verwachsen und bilden eine eiförmige, käfigartige Struktur. Die Blättchen der Zipfel sind entlang der Längsachse an der Basis zurückgebogen, im weiteren Verlauf vollständig nach außen umgebogen und sind innen dunkelgrün bis schwarz gefärbt und  behaart. Die ungestielte bis kurz gestielte Nebenkrone ist im unteren Bereich tellerförmig verwachsen und weist eine Länge (Höhe) von 3 mm sowie eine Breite (Durchmesser) von 3 mm auf. Die auf der Oberseite kurz behaarten Zipfel der interstaminalen, äußeren Nebenkrone sind etwa 1 mm lang und am Ende sehr tief eingeschnitten; die zwei Fortsätze besitzen eine pfriemliche Form und spreizen sich ab. Die pfriemlichen Zipfel der staminalen, inneren Nebenkrone sind 2,5 bis 3 mm lang; sie stehen aufrecht und neigen sich dann zusammen; die Spitzen sind nach außen gebogen.

### Frucht und Same
Die paarigen Balgfrüchte sind bei einer Länge von etwa 8 cm und einem Durchmesser von 2 bis 3 mm schlank spindelförmig. Angaben zu den Samen liegen bisher nicht vor. 

## Vorkommen
Ceropegia paricyma kommt in folgenden Ländern vor: Tansania, Sambia, Simbabwe, Mosambik, Namibia und Malawi. Sie wachsen dort in lichten Milletia-Cussonia-Wäldern und Dickichten in Höhenlagen von 65 bis 900 Meter.

## Taxonomie
Die Erstbeschreibung von Ceropegia paricyma erfolgte 1898 durch Nicholas Edward Brown. Der Holotyp stammt von einer nicht näher bezeichneten Lokalität am Malawisee in Malawi. Folgende Synonyme für Ceropegia paricyma N.E.Brown sind bekannt: Ceropegia dentata N.E.Br. (Holotyp aus Mosambik) und Ceropegia mutabilis Werderm. (Holotyp aus Tansania).

## Belege